# 川端新二
川端 新二（かわばた しんじ、1929年1月 - ）は日本の鉄道著作家、元機関士。福井県出身。

## 来歴
1929年（昭和4年）1月、福井市に生まれる。1943年（昭和18年）に国民学校高等科を卒業して国鉄に入社、名古屋機関区庫内手を経て機関助士となり、15歳にして関西本線や東海道本線で蒸気機関車の乗務に従事した。東海道本線では遠州灘を走行中に何度もアメリカ海軍の艦砲射撃や戦闘機の機銃掃射に遭い、炭水車の下に隠れて生き延び終戦を迎えている。
1953年（昭和28年）に電気機関車機関助士となった後、1957年（昭和32年）に蒸気機関車へ戻り機関士に就き、名古屋機関区では最後の蒸気機関車乗務経験者となった。蒸気機関車の退役後は電気機関士としてブルートレインを運転し、3年間の指導機関士を経て1984年（昭和59年）に国鉄を定年退職した。
退職から20年余りを経た2006年（平成18年）、国鉄入社から定年退職までの半生を記した自伝『ある機関士の回想』をイカロス出版より刊行する。2012年（平成24年）には戦前・戦中の体験を中心とした回想を記した新書『15歳の機関助士』を交通新聞社から刊行した。これ以降もイカロス出版『J・Train』『電気機関車EX』などの専門誌への寄稿や戦争体験に関する講演活動をおこなっている。

## 著書
- 『ある機関士の回想』イカロス出版、2006年 ISBN 978-4-87149-861-6
- 『15歳の機関助士 戦火をくぐり抜けた汽車と少年』交通新聞社〈交通新聞社新書〉、2012年 ISBN 978-4-330-33812-5